# Antonio Djakovic
Antonio Djakovic, född 8 oktober 2002 i Frauenfeld, är en schweizisk simmare som främst tävlar i frisim.

## Karriär

### Ungdom
Djakovic tog brons på 200 och 400 meter frisim vid European Youth Olympic Festival 2017 i Győr. Han tävlade för Schweiz vid ungdoms-OS 2018 i Buenos Aires. Djakovic simmade 100, 200 och 400 meter frisim samt lagkapperna 4×100 meter mixed frisim och 4×100 meter mixed medley, dock utan att ta någon medalj.
Vid junior-EM 2019 i Kazan tog Djakovic guld på 400 meter frisim och brons på 200 meter frisim. På 400 meter frisim satte han dessutom ett nytt nationsrekord och slog Dominik Meichtrys rekord från 2011.

### 2021
Djakovic blev uttagen i Schweiz simtrupp till OS i Tokyo 2021. Individuellt slutade han på 11:e plats på 200 meter frisim och på 9:e plats på 400 meter frisim. Djakovic tävlade även i lagkapperna 4×100 meter frisim och 4×200 meter frisim, där det blev en 14:e respektive 6:e plats för Schweiz.
I december 2021 vid kortbane-VM i Abu Dhabi tog Djakovic brons på 400 meter frisim.

### 2022
I augusti 2022 vid EM i Rom tog Djakovic silver på både 200 och 400 meter frisim och noterade dessutom ett nytt schweiziskt rekord på den sistnämna distansen med tiden 3.43,93. I semifinalen på 200 meter frisim noterade han även ett schweiziskt rekord med tiden 1.45,32.

### 2024
Vid EM 2024 i Belgrad tog Djakovic brons på både 200 och 400 meter frisim.